# YUV

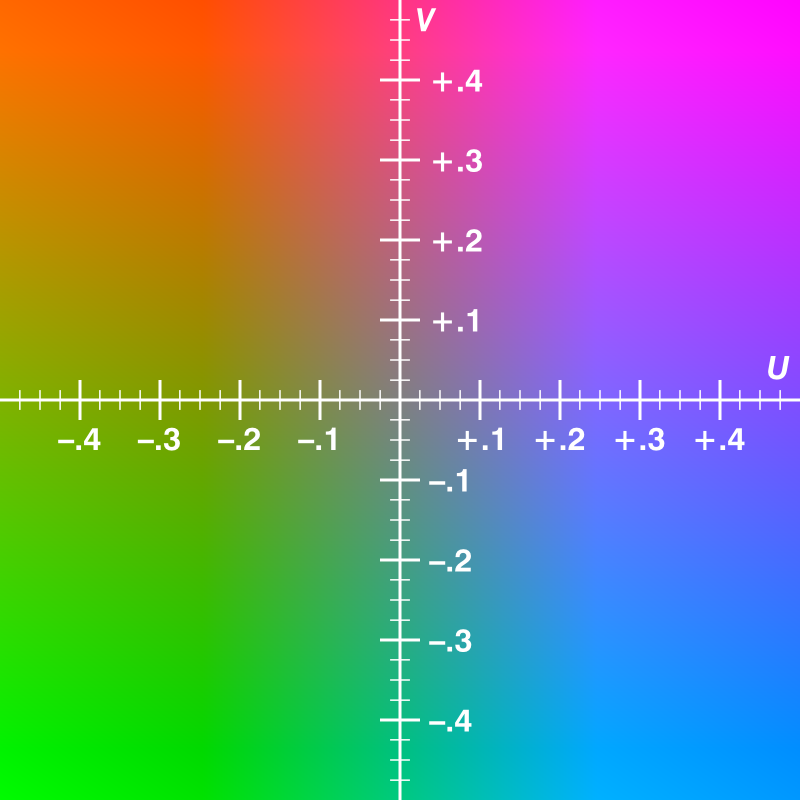
Ejemplo de plano de color U-V para Y' = 0.5, representado dentro de la gama de color RGB.

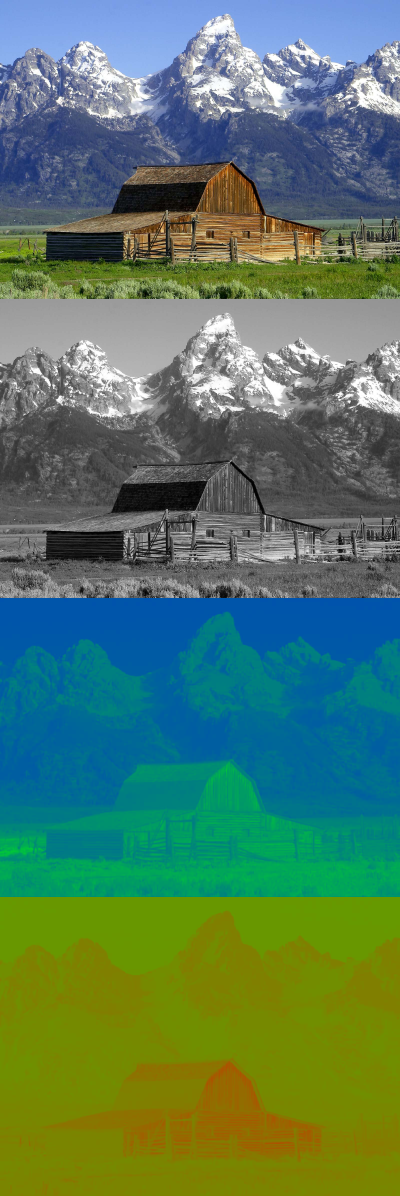
Una imagen junto con sus componentes Y' (monocromática), U, y V.

YUV es un espacio de color usado habitualmente como parte de un sistema de procesamiento de imagen en color. Una imagen o vídeo en color se codifica en este espacio de color teniendo en cuenta la percepción humana, lo que permite un ancho de banda reducido para los componentes de diferencia de color o crominancia, de esta forma, hace que los errores de transmisión o las imperfecciones de compresión se oculten más eficientemente a la percepción humana que usando una representación RGB directa. Otros espacios de color tienen propiedades similares y la principal razón para implementar o investigar las propiedades de YUV o de su similar, Y'UV  se encuentran tanto las de interactuar con televisión analógica o digital o con equipo fotográfico que sea conforme a ciertos estándares de este espacio. 
El ámbito de los términos YUV, Y'UV, YCbCr y YPbPr es a veces ambiguo y coincidente. Históricamente, los espacios YUV y Y'UV fueron usados para la codificación analógica específica del color en sistemas de televisión, mientras que YCbCr fue usado para la codificación digital adecuada de la información de color para la compresión y transmisión de video e imagen fija, tal como ocurre con las normas MPEG y JPEG, respectivamente. Hoy en día, el término es comúnmente usado en la industria de la computación para describir los formatos de archivo que son codificados usando el espacio de color YCbCr.
El modelo Y'UV, usado en los sistemas de vídeo compuesto de color PAL y NTSC, define un espacio de color en términos de una componente de luma y dos componentes de crominancia (UV). Los sistemas monocromáticos anteriores usaban solamente la información de luma. La información de color fue añadida por separado mediante la modulación de una subportadora, de modo que un receptor de blanco y negro pudiera ser capaz de recibir una transmisión de color en el formato monocromático propio del equipo. El símbolo Y' denota la señal de luma con corrección gamma.
El espacio de color YPbPr usado en video componente analógico y su versión digital YCbCr se derivan de Y'UV y a veces son llamados así.  El espacio de color YIQ usado en el estándar de televisión cromática estadounidense NTSC también está relacionado con Y'UV aunque de manera más compleja.

## Fórmulas de conversión

### RGB a Y'UV
Las ecuaciones de conversión de RGB a Y'UV, son las siguientes:
{\displaystyle \left\{{\begin{array}{ccc}Y&=&0,299R+0,587G+0,114B\\U&=&0,493(B-Y)\\&=&-0,147R-0,289G+0,436B\\V&=&0,877(R-Y)\\&=&0,615R-0,515G-0,100B\end{array}}\right.}
Esto equivale a escribir, en forma matricial:
{\displaystyle {\begin{bmatrix}Y'\\U\\V\end{bmatrix}}=\left[{\begin{array}{rrr}0,299&0,587&0,114\\-0,147&-0,289&0,436\\0,615&-0,515&-0,100\end{array}}\right]{\begin{bmatrix}R\\G\\B\end{bmatrix}}}
Se asume que R, G y B están en el rango 0 a 1, con 0 representando la intensidad mínima y 1 la máxima. Y está en el rango 0 a 1, U está en el rango -0,436 a 0,436 y V está en el rango -0,615 a 0,615.

### Y'UV a RGB
Las ecuaciones inversas de las anteriores son:
{\displaystyle \left\{{\begin{array}{ccl}R&=&Y'+0U+1,14V\\G&=&Y'-0.396U-0,581V\\B&=&Y'+2,029U+0V\end{array}}\right.}
Esto equivale a escribir, en forma matricial:
{\displaystyle {\begin{bmatrix}R\\G\\B\end{bmatrix}}=\left[{\begin{array}{rrr}1&0&1,14\\1&-0,396&-0,581\\1&2,029&0\end{array}}\right]{\begin{bmatrix}Y'\\U\\V\end{bmatrix}}}
Se asume que R, G y B están en el rango 0 a 1, con 0 representando la intensidad mínima y 1 la máxima. Y está en el rango 0 a 1, U está en el rango -0,436 a 0,436 y V está en el rango -0,615 a 0,615.